# 1900 في المغرب
تحتوي هذه المقالة على أهم الأحداث التي شهدتها المغرب في 1900، إضافة إلى أهم الشخصيات المغربية المولودة والمتوفية في هذه السنة.

## الحكم

علم راية المغرب بين سنة (1666-1915).

- السلطان: عبد العزيز بن الحسن (حكم بين 1894 - 1908).
- الصدر الاعظم: أحمد بن موسى الشرقي المعروف ب باحماد هو حاجب السلطان كبير وزراء السلطان.
- المغرب الحالي وقتها كان سلطنة وليس مملكة كان يحكمها سلطان وليس ملك. وكان يسمى بلاد مراكش وليس المغرب.

## احداث
- بعد وفاة أحمد بن موسى البخاري في 13 مايو 1900 انتقل المغرب من وضع إلى آخر تميزت هذه الفترة بانهيار قوة المخزن وقيام التمردات وإجراء اصلاحات فاشلة والاستدانة من البنوك الأجنبية وزيادة الاطماع الاستعمارية في البلاد هذه الأحداث تسارعت بقوة بحيث جعلت إمكانيات المخزن بالمقاومة والصمود تضمحل إلى أن تم إجبار السلطان على التوقيع على معاهدة الحماية في 30 مارس 1912.[1]
- سجل التاريخ أنه في مطلع سنة 1900، أرسلت الأكاديمية الفرنسية لمدينة فاس، أحد الباحثين المشهورين لديها، وهو “موليراس”، ليعد لها تقريرا حول المغرب والمغاربة.[2]
- في أواخر سنة 1900 تمكنت فرنسا من بسط سيطرتها على الواحات المغربية الجنوبية - الشرقية (توات، تيديكلت، كوارة).[3]
- 27 يونيو 1900: تم التوقيع على معاهدة بين فرنسا واسبانيا كانت تخص الأراضي الصحراوية المغربية وحدها، فكان حظ إسبانيا من تلك الصحراء الشاسعة القطعة الشاطئية الممتدة من الرأس الأبيض (نواديبو حاليا) في الجنوب إلى رأس بوجدور في الشمال.[4]
- ظهور «جريدة المغرب» سنة 1900م[5]

## مواليد
- محمد بن سعيد الصديقي، كاتب مؤرخ إمام وعالم دين مغربي.

## وفيات
- 13 مايو 1900م ـ أحمد بن موسى الشرقي (الصدر الاعظم كبير الوزراء).

## الـمراجع
1. ↑  جريدة هيسبريس: هكذا استطاع الحاجب السلطاني "أبا حماد" حُكْمَ المغرب نسخة محفوظة 10 أكتوبر 2017 على موقع واي باك مشين.
2. ↑  من تدمير التعليم بمساجد المغرب 1900 إلى تدمير المدرسة العمومية بعد 2000 نسخة محفوظة 20 سبتمبر 2018 على موقع واي باك مشين.
3. ↑  فرض الحماية على المغرب - العوامل الداخلية و الخارجية للحماية نسخة محفوظة 15 ديسمبر 2019 على موقع واي باك مشين.
4. ↑  الحجج التاريخية على الصعيد الدولي حول مغربية الصحراء نسخة محفوظة 16 أغسطس 2016 على موقع واي باك مشين.
5. ↑  مدونات الجزيرة ـ نظرة على تاريخ الصحافة المغربية.. نسخة محفوظة 1 سبتمبر 2018 على موقع واي باك مشين.

## وصلات خارجية
- (فيديو): المغرب سنة 1900 كيف كان
- (فيديو): الرباط - المغرب سنة 1900